# Turgutalp, Soma
Turgutalp là một thị trấn thuộc huyện Soma, tỉnh Manisa, Thổ Nhĩ Kỳ. Dân số thời điểm năm 2011 là 9.838 người.